# История евреев Польши

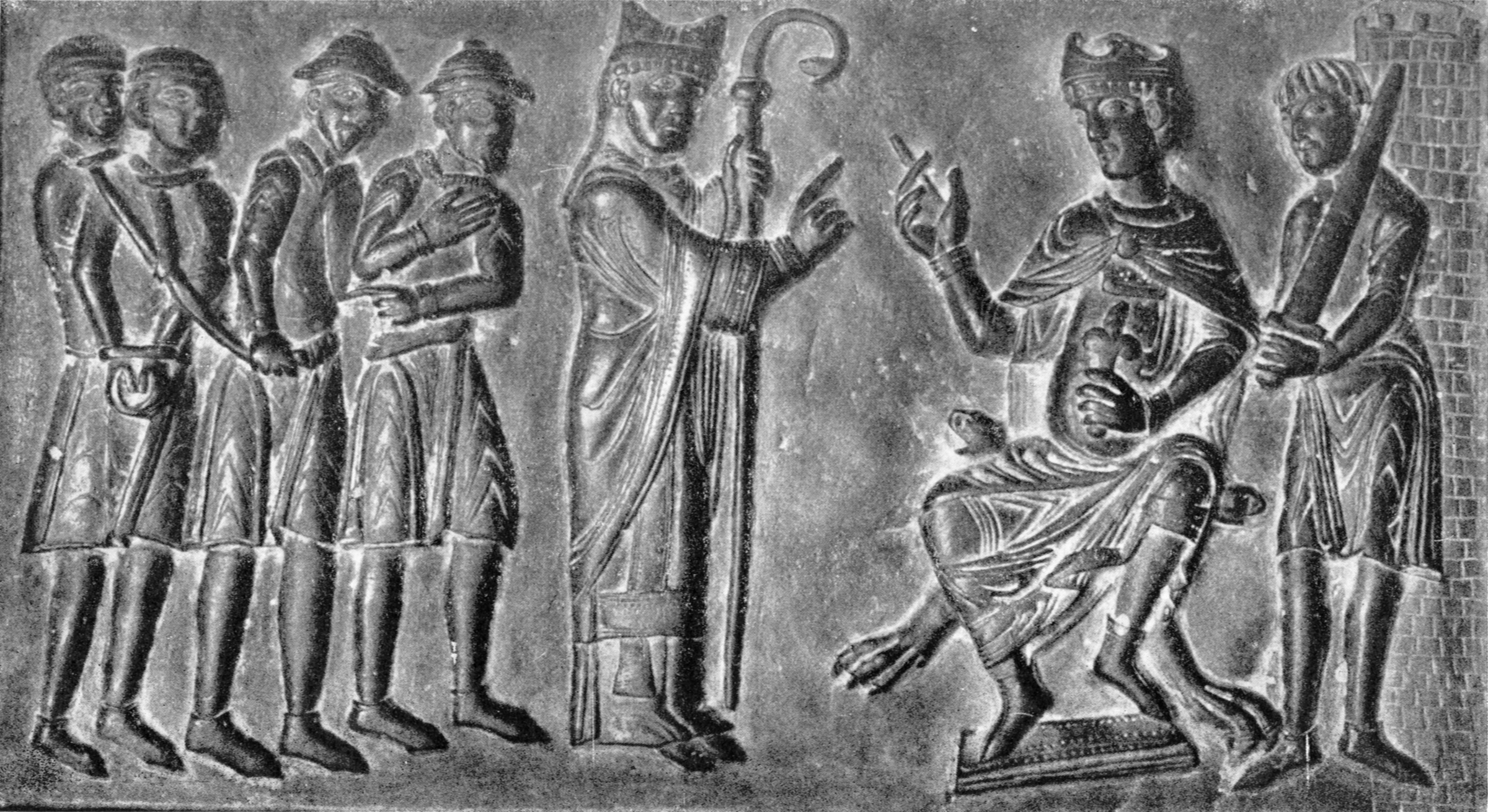
Святой Войцех обвиняет евреев в торговле христианскими невольниками перед чешским князем Болеславом II, фрагмент Гнезненских врат

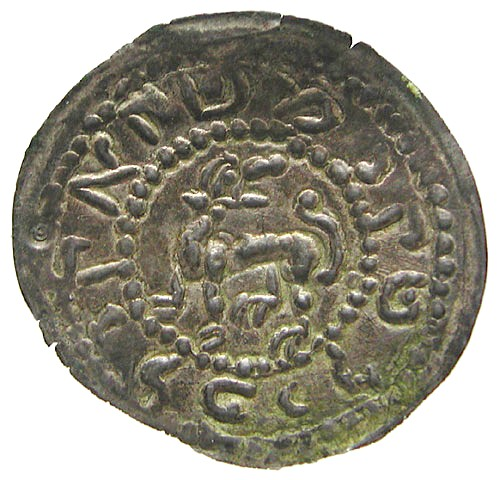
Брактеат Мешко III с надписью на канааните — משקא קרל — Мешко король

История евреев на польских землях (ивр. יהדות פולין‎, пол. Polscy Żydzi) насчитывает более тысячи лет. В ней были и долгие периоды религиозной толерантности, но и также практически полное уничтожение, произведённое немецкими оккупационными властями во время оккупации Польши.
Первые небольшие еврейские общины существовали в Польше уже к XIII веку, а затем польское еврейское население значительно увеличилось, приняв евреев, изгнанных из других стран Европы, в том числе из Англии (1290 год), Германии (1346), Австрии (1420), Испании (1492), Португалии (1497), Франции (1394), Венгрии (1349—1526 и 1686—1740), и так далее. Король Казимир III Великий считается покровителем евреев в Польше. В 1334 году Казимир Великий вывел евреев из-под юрисдикции немецкого права и с того времени еврейские общины напрямую находились под юрисдикцией королевского суда. После решения Казимира Великого, обеспечивающего безопасность и интересы евреев, Польское Королевство стало пристанищем народа, изгнанного из всей остальной Европы.
Со времён основания Польского Королевства, через весь период существования созданной в 1569 году Республики Обоих Народов, и до периода военных поражений восстания Хмельницкого и Потопа в XVII веке, Польша была единственным толерантным к евреям государством Европы, став домом для одной из крупнейших и динамично развивающихся еврейских общин. Неслучайно современники называли тогдашнюю Польшу «Еврейским раем» (лат. paradisus Iudaeorum). Это название происходит из выражения: «Польша была небом для шляхты, чистилищем для мещан, пеклом для холопов и раем для евреев (пол. Polska była niebem dla szlachty, czyśćcem dla mieszczan, piekłem dla chłopów, a rajem dla Żydów)», происходящего с начала XVII века. Согласно Станиславу Коту, фраза впервые появляется в пасквиле 1606 года анонимного автора, называющемся Paskwiliusze na królewskim weselu podrzucone. Автор этого текста, по видимому мещанин или католический священник, критикует привилегии шляхты и экономически с ней связанных евреев. Краковский раввин XVI века Моисей Иссерлес подчёркивал, что если бы Бог не дал евреям Польши как убежища, судьба израильского народа была бы, по видимому, уничтожение.
Однако, когда польско-литовская уния стала ослабевать по причине войн и религиозных конфликтов (между протестантами и католической контрреформацией, а также между православными и грекокатоликами), исчезла также и традиционная польская толерантность. Со второй половины XVII века положение польских евреев ухудшилось.
После III раздела Польши в 1795 годы, населявшие её евреи, также как и остальное население, стали подданными Российской империи, Австро-Венгрии, королевства Пруссии. Условия жизни еврейских общин отличались в зависимости от страны проживания. В Российской империи для проживания евреев была установлена черта оседлости. В XIX веке произошли большие изменения — усилилась миграция евреев в города, где появился еврейский пролетариат, а также миграция за пределы Европы. Появились организационные тенденции ассимиляции и религиозной реформы иудаизма, в 1812 году (в Пруссии) и 1822 (в России) евреям даны гражданские и политические права. Появились еврейские политические организации — консервативной, социалистической и сионистской направленостей, большая часть еврейского пролетариата поддержала коммунизм.
После восстановления независимости Польши в ней проживало более 3 миллионов евреев, что являлось одной из наибольших еврейских популяций в мире. Большой проблемой являлся усиливающийся антисемитизм.
Вскоре после нападения нацистской Германии на Польшу немцы начали организованную акцию уничтожения еврейского населения Европы и Польши, известную как Холокост. В результате этого геноцида погибло более 90 % польских евреев. Множество евреев воевали в Войске Польском в сентябрьской войне 1939 года.
После войны большинство из 180—240 тысяч спасшихся приняли решение об эмиграции из Польши в воссозданное Государство Израиль, США или в Южную Америку. Большую роль в этом решении сыграли еврейские погромы 1945—1946 года, крупнейшим из которых стал погром в Кельце. Те, кто остался, были вынуждены эмигрировать в конце 60-х годов, под давлением антисемитской кампании. После падения коммунизма в Польше в 1989 году те, кто были польскими гражданами перед второй мировой войной или потеряли гражданство в период коммунизма, получили возможность его восстановить. Польская еврейская община оценивается в размере от 8 до 12 тысяч человек, хотя численность граждан Польши, имеющих еврейские корни, но не связанных с иудаизмом или еврейской культурой, значительно больше, и оценивается от 100 до 300 тысяч человек. В Израиле живёт примерно 1,25 миллиона человек, имеющих право на восстановление польского гражданства. Значительное количество польских евреев и их потомков живут в США. Некоторое количество автохтонного еврейского населения сохранилось и на Восточных Кресах.

## История

### 966—1385

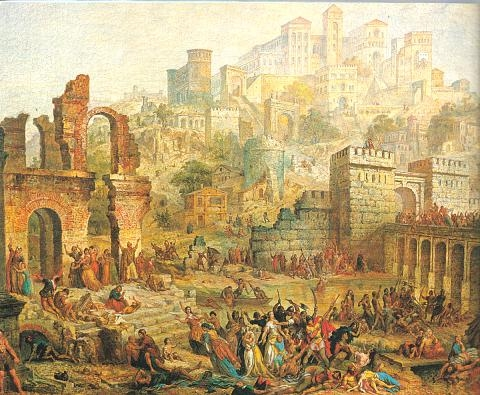
Погромы, прокатившиеся по Европе во время I крестового похода, способствовали наплыву еврейских беженцев на польские земли

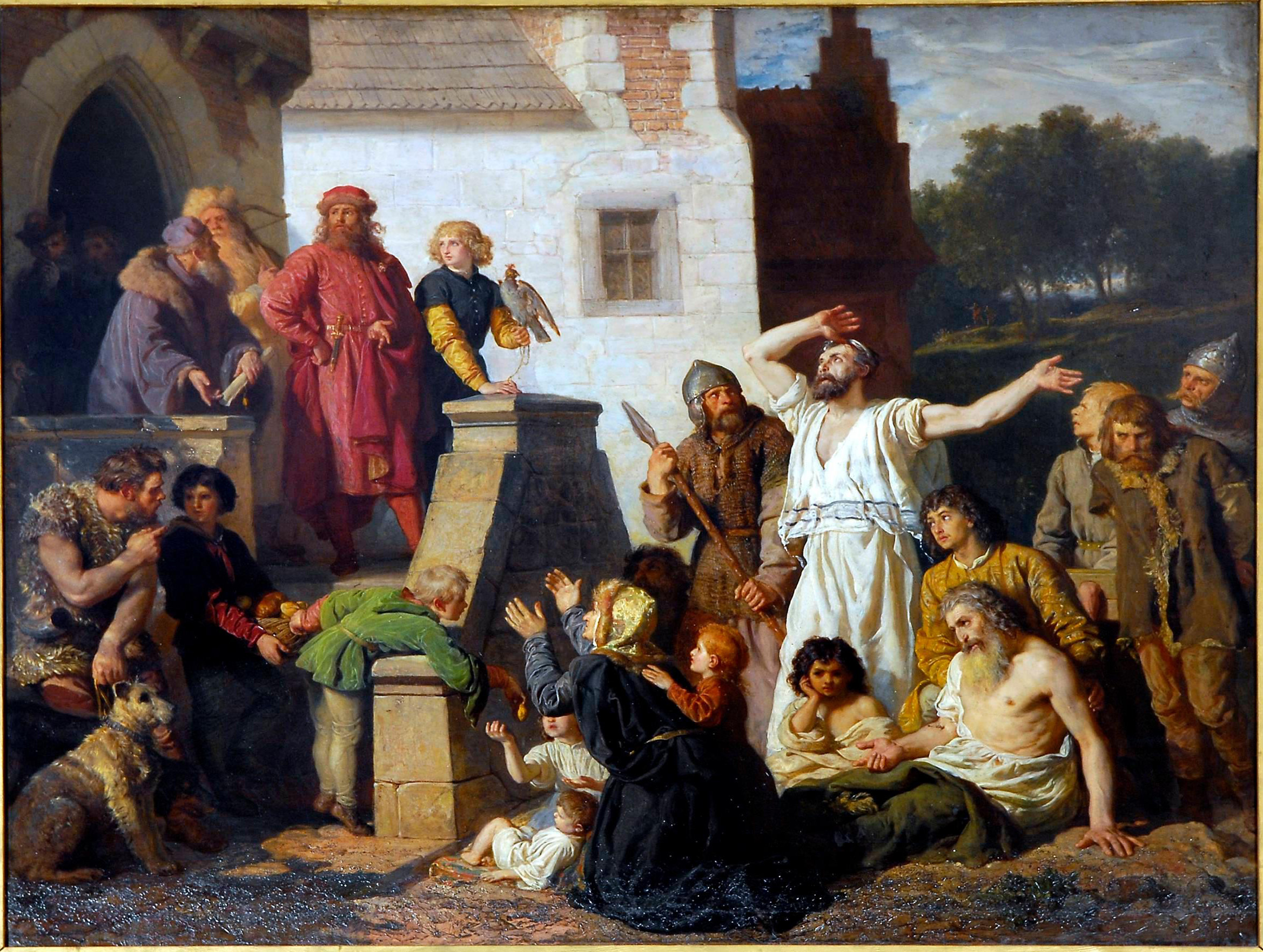
Войцех Герсон, Принятие евреев, Казимир Великий и евреи

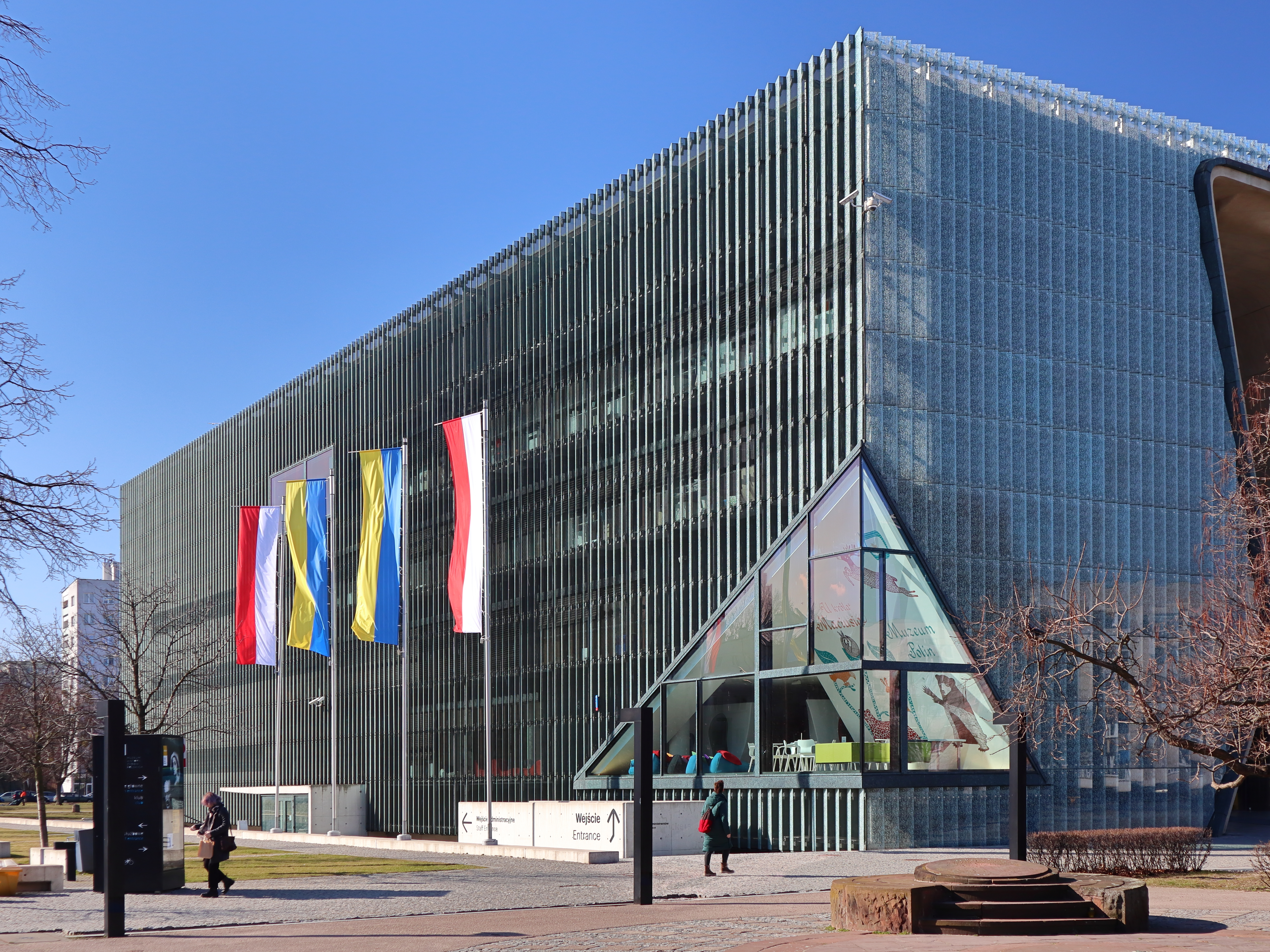
Музей истории польских евреев Полин в Варшаве, справа Фрагмент первого Πамятника Γероям Γетто с 1946 года

Первыми евреями, которые появились на польских землях в X веке, были странствующие торговцы славянскими рабами. Торговцы, называвшиеся рахдонитами, поставляли рабов на рынки Западной Европы и арабских стран, а их торговые пути шли от Бухары, вдоль побережья Каспийского моря, через Итиль, Киев и Прагу, и дальше через Силезию, Немецкое королевство и Французское королевство до мусульманской Андалусии. Один из рахдонитов, сефардский купец из Тортосы, Ибрагим ибн Якуб, в 966 году оставил первое историческое описание государства полян Мешко I.
Первые упоминания о евреях, живущих в Польше, относятся к XI веку. Раввин Йегуда ха-Коген из Майнца примерно в 1050—1070 годах писал о евреях из Пшемысля на территории Червенских городов, которые были похищены неизвестными.
Существует старинная польская легенда, в которой утверждается, что в 832 году на польский княжеский престол был избран еврей, Абрам Проховник, затем передавший корону легендарному Пясту.
Хроника Галла Анонима упоминает, что Юдит Чешская, жена Владислава I Германа множество христиан выкупила на собственные деньги из рабства у евреев.
Хроника Козьмы Пражского пишет о первой миграции евреев в Польшу и Венгрию из Чехии в 1098 году, вызванную преследованиями во время I крестового похода. К ним присоединились также группы исповедующие иудаизм, изгнанные из Киевской Руси в 1113—1158 годах, частично бывшие потомками хазар, кочевого тюркского племени, часть которого приняла иудаизм (т. н. хазарские евреи).
В 1187 году, после серии погромов, связанных с крестовыми походами, небольшое число еврейских переселенцев прибыли в Силезию, основав первые постоянные еврейские поселения, в том числе — Тынец Малы (1150), Болеславец (1190), сегодняшний район Вроцлава — Сокольники (что подтверждается мацевой на вроцлавском киркуте — нагробный камень Давида, сына Сар-Шалома, умершего 4 августа 1203 года). В 1227 году в Бытоме впервые зафиксированы еврейские крестьяне, занимающиеся земледелием. Евреи, живущие в Силезии, мигрировали также в Великопольшу — там они заложили деревню Жидово (1205) около Гнезно и Жидово (1213) около Калиша, а в 1237 году создали еврейский кагал в Плоцке на Мазовии. Великопольский князь Мешко III отдал евреям управление таможней и монетным двором своего княжества, о чём свидетельствует серия брактеатов — мелких монет отчеканенных в 1181 году для Мешко III, найденные под Влоцлавеком. На этих монетах встречаются надписи на иврите, а также по-польски и на кнааните, записанные еврейскими буквами.
Большие перемены в положении польских евреев принесли монгольские набеги на Польшу, в результате которых обезлюдела значительная часть польских земель в середине XIII века. Польские удельные князья начали привлекать для отстройки уничтоженных городов переселенцев из-за границы, главным образом из немецких земель. Эти переселенцы заселили многие из польских королевских городов, производя основание на основе Магдебургского права. Большое количество пришлых мещан принесло с собой организацию ремесленных цехов, в которые евреи не могли вступать. Этих переселенцев также объединяла старая нетолерантность к евреям, которая в XII веке была причиной погромов в Германии. Общественные и административные изменения, происходившие в королевских городах, стали началом конфликтов между христианскими и еврейскими мещанами, которые тянулись несколько следующих столетий.
Лишённые возможности заниматься ремесленным делом евреи, попали под охрану правителей — в 1264 году калишский князь Болеслав Набожный издал для евреев, живущих в его княжестве, Калишский статут, который гарантировал их права. Болеслав изъял евреев из-под юрисдикции городских властей и непосредственно передал их под юрисдикцию княжеского суда, дав им статус «слуг королевской казны» — servi camerae regis, непосредственных подданных князя. Калишский статут был частично основан на подобных привилегиях для евреев, изданных в середине XIII века в Австрии, Чехии и Венгрии. Он подтверждал свободу торговли и финансов, регулировал вопросы подсудности, наказаний и данных евреем присяг. В отличие от привилегий, данных евреям в других странах, статут не устанавливал максимальный ссудный навар — процент от средств, занятых у евреев, которые, как не-христиане, единственные имели право заниматься ростовщичеством под процент.
В 1334 году король Казимир III Великий подтвердил, а в 1364 году расширил полномочия калишского статута на всю территорию Польского королевства. В 1368 году Казимир Великий назначил откупщиком и управляющим шахт в Величке и Бохне и управляющем краковской таможни своего еврейского банкира Левку, трое из сыновей которого стали впоследствии шляхтичами. Казимир Великий был в хороших отношениях с евреями, в том числе имел романтическую связь с еврейкой Эстеркой, от которой родилось несколько сыновей, ставших основателями польских еврейских шляхетских родов. Сам Казимир получил в народе прозвище «Король холопов и евреев» (Króla chłopów i Żydów).
Когда поляки во время войны за Галицко-волынское наследство, в 1349 году заняли Львов и Пшемысль, то там они нашли две еврейские общины, к которым, по-видимому, принадлежали евреи с востока, из Киева. К концу XIV века в Австрию, Венгрию и Польшу прибыла волна еврейских беженцев из Англии (всех 16511 тамошних евреев изгнали оттуда в 1290 году), Священной Римской империи (сохранилась только одна община во Франкфурте-на-Майне), Чехии (сохранился только столичный кагал) и Французского королевства (в 1306-1372-1394 все евреи были оттуда изгнаны). Это происходило из-за бушевавшей на континенте эпидемии чумы, в распространении которой в тех странах обвиняли евреев.
Подобные случаи имели место также во Вроцлаве, откуда евреи были изгнаны по причине голода в 1319 году, а также в Кракове, где в 1339 году 13 евреев были сожжены на эшафоте, обвинённые в осквернении гостии. Несмотря на это, росло число еврейских общин, которые, параллельно с немцами, заселяли опустошённые монголами польские города. Первоначально евреи занимались в основном торговлей и ремёслами, конкурируя с немецкими и польскими мещанами, которые начали организовывать ремесленные цеха. В дальнейшем евреи, изгнанные из ремесла, были вынуждены заниматься кредитами и ростовщичеством.

### 1385—1505
В 1388 году король Владислав Ягайло распространил положения калишского статута на всё Великое Княжество Литовское. В это же время в Польше зафиксированы первые преследования евреев, обвиняемых в профанациях гостии и использовании христианской крови в своих религиозных обрядах. Так как подобные преследования были обыденными в то время в Западной Европе, польские правители не противодействовали этим обвинениям, часто инспирированным духовенством. В 1399 году, в ходе одного из крупнейших польских процессов, познанские евреи были обвинены в профанации гостии.
В 1454 году король Казимир IV Ягеллончик подписал под давлением шляхты нешавские статуты, в которых король отменял часть прав, ранее данных евреям. Следующие правители проводили подобную, непоследовательную, политику в отношении евреев.
В 1495—1501 годах евреи были изгнаны из Литвы великим князем литовским Александром Ягеллончиком, так как отказались поддержать его военной силой в борьбе за трон Польши. Он согласился на возвращение евреев, после согласия их принять на себя обязательство выставить на его стороне в случае войны, как минимум, тысячу конных вооружённых рыцарей. Тем не менее, данное изгнание коснулось не всех евреев. В 1495 году великий князь возвёл в шляхетское достоинство и назначил старостой (губернатором) Смоленска Абрама Юзефовича, в дальнейшем минского войта, ковенского городничего, великого литовского подскарбия и члена правительства княжества. В 1507 году Абрам Юзефович, а затем в 1525 году и его брат Меир, главный раввин литовский, были приписаны к гербу «Лелива», ставшему гербом всего шляхетского рода Юзефовичей.

### 1505—1572
В начале XVI века в Речь Посполитую начали переселяться евреи, изгнанные из Испании, Португалии, Священной Римской империи, Австрии и Чехии. В середине XVI века на польских землях проживало 80 % всех евреев мира. Быстрое развитие еврейской культуры и искусства в польских землях означало, что Польша стала в то время центром еврейского мира.
Наиболее благоприятное время для польских евреев, это период правления короля Сигизмунда I Старого, который старался защищать евреев, а часто и выделял и отмечал выдающихся из числа исповедовавших иудаизм. К примеру в 1525 году король впервые присвоил шляхетское звание раввину, когда во время прусской присяги дал статус шляхтича, а затем и герб Меиру Юзефовичу, брату литовского подскарбия, а в 1534 году король Сигизмунд отменил закон, предписывающий евреям носить отличительную одежду. В 1547 году в Люблине открылась первая еврейская типография.
Во время литовско-русской войны 1558—1570 годов, после взятия Полоцка московской армией в 1563 году царь Иван IV Грозный приказал утопить в Двине всех еврейских жителей города, которые откажутся креститься.
Сигизмунд II Август продолжил толерантную политику своего отца, в том числе давая автономию евреям в области муниципального управления. В 1567 году была основана первая иешива. В 1568 году Сигизмунд II Август издал серию привелеев de non tolerandis Christianis еврейским городам, запретив христианам поселятся, среди других мест, в подкраковском Казимиже и Люблине.
В период XI—XVII веков в Польшу переселялись евреи, бегущие от преследований в Западной Европе, создав крупнейшее в то время еврейское население на всём континенте — в начале XVI их численность в польских и литовских землях составляла 10-24 тысячи, к концу XV и началу XVI века в Республике уже проживало около 150 тысяч евреев (2 % от общего населения), а в 1600 году уже 300 тысяч.
Юридически в Польше евреи были подвластны напрямую воеводам, которые два раза в год устанавливали налоги. Это стало причиной мздоимства. К примеру, краковский воевода Пётр Кмита-Собенский брал от краковских евреев подарки серебром, золотом и иными ценностями, одновременно получая годовую ренту от их конкурентов — краковских ремесленников и купцов. Судебные права над евреями тоже, по видимому, приносили немалый доход.

## Республика Обоих Народов

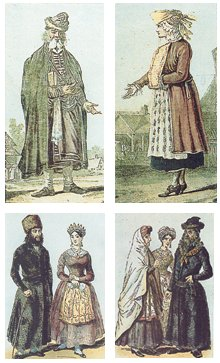
Одежда польских евреев XVII и XVIII веков

### 1573—1648
После смерти Сигизмунда Августа, не оставившего наследников, и короткого правления Генриха III, на трон был избран Стефан Баторий, который, как позже оказалось, был правителем толерантным и доброжелательно относился к евреям. Он дал разрешение приверженцам моисеевого учения заниматься любыми отраслями торговли, даже во время христианских праздников.
Евреи жили изолированно от своих христианских соседей. Это положение поддерживалось как раввинами, управляющими местными кагалами, так и католическим духовенством, так как затрудняло ассимиляцию и углубление взаимной приязни между обеими общинами. Кроме того, несмотря на то, что евреи жили в городах рядом с представителями других народов, они однако не принимали участия в выборах местных властей (что было результатом их изъятия из-под юрисдикции городских властей), и в своих внутренних делах находились под властью раввинов, старейшин или судей (даяним). Наибольшие ограничения на поселение евреев существовали только в городах Королевской Пруссии, из которых в полной мере они были реализованы только в Торуни. В еврейских общинах были конфликты и недоразумения, для решения которых созывались встречи раввинов. В 1580 году Стефан Баторий учредил Сейм Четырёх Земель (Ваад), центральную организацию еврейского самоуправления на землях Короны. Евреи тогда рассматривались как пятое сословие Республики — наряду с духовенством, шляхтой, мещанами и холопами.
После смерти Батория, согласно легендам, в 1587 году, во время бескоролевства, еврей Шауль Валь (Кацнелленбоген) был избран польской шляхтой временным королём Польши. Исторические источники не подтверждают однозначно это.
Лучшей защитой для крестившихся из иудаизма была возможность, записанная в Литовских статутах, автоматически присуждающая права шляхетства всем семьям неофитов, в особенности с территорий бывшего Великого Княжества Литовского. Третий литовский статут от 1588 года «O główszczyznach i nawiązkach ludzi nieślacheckiego stanu» содержал пункт: «если еврей или еврейка, которые к христианской вере придут, тогда каждая такая особа и её потомство, должно считаться за шляхту». Положения этого статута действовали до 1840 года, при этом они также были подтверждены на Сейме 1768 года, подтвердившем и все ранее данные неофитам шляхетские привилегии.
В XVII веке Речь Посполитая была второй, после Османской империи по числу проживавших в ней евреев в Европе. Их численность к 1648 году оценивается примерно в полмиллиона человек. Евреи в этот период значительно расширили свои позиции в хозяйственной деятельности, успешно конкурируя с польскими и немецкими мещанами. Это приводило к тому, что обвинения католической церкви в осквернении гостии, ритуальных убийствах и получении крови из христианских детей для изготовления мацы, получали широкую поддержку среди всех групп польского мещанства. В то же время, не найдено примеров поддержки этих обвинений со стороны богатой шляхты или городского патрициата.
Польские короли и магнаты неизменно предоставляли евреям юридическую защиту. Уже Александр Ягеллончик ввёл смертную казнь за ложное обвинение в ритуальном убийстве, а Сигизмунд III Ваза запретил в 1618 году издание и распространение брошюр, способствующих разжиганию антиеврейских настроений. В частных городах и во владениях магнатов евреи получали и дополнительные привилегии, часто не только участвуя в избрании городских властей, но и сами избираясь в магистраты. При магнатских дворах евреи занимали должности факторов, арендаторов, банкиров, секретарей, переводчиков, надсмотрщиков и шпионов.
В 1623 был в первый раз созван Ваад Великого Княжества Литовского, а в 1632 году король Владислав IV подтвердил запрет на издание антисемитской литературы. В 1633 году познаньские евреи получили привилей de non tolerandis Christianis (запрет на проживание в городе христиан).

### Восстание Хмельницкого и шведский потоп

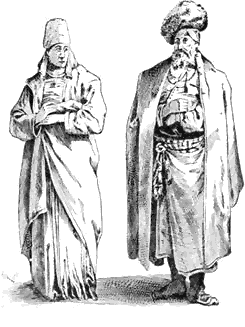
Пара польских евреев, 1765

К 1648 году в Речи Посполитой жило как минимум 450 тысяч евреев, что составляло 4,5 % численности всего населения. В этот период Польша понесла значительные потери в серии вооружённых конфликтов, что привело к утрате примерно 1/3 всего населения (примерно 3 миллиона человек). Во время восстания козаков под предводительством Хмельницкого, были убиты десятки тысяч евреев и поляков. Сам Хмельницкий заявлял, что поляки отдали его людей, как невольников, в руки этих проклятых жидов. Точное число еврейских жертв этих погромов не известно. Снижение численности еврейского населения оценивается в 100—200 тысяч человек, включая в это число уехавших в эмиграцию, умерших от естественных причин, от болезней и угнанных в ясырь. Во время самого восстания козаков было убито около 100-150 тысяч исповедующих иудаизм. Эти события получили в еврейской истории название Гезерах — «великая катастрофа» и считаются еврейскими историками символической датой окончания золотого периода истории польских евреев.
На ослабленную Республику накатился шведский потоп. В кратчайшее время шведы заняли всю территорию страны. Поляки, воюющие против оккупантов, часто обвиняли евреев в коллаборационизме с агрессором. Также много евреев умерли от распространившихся в стране эпидемий, а также в ходе осад городов, в том числе Калиша, Кракова, Познани, Пётркова и Люблина.
Однако, когда ситуация успокоилась, множество евреев вернулись в свои дома. Несмотря на потери, Польша оставалась духовным центром еврейского мира, а населяющая её еврейская община росла быстрее, чем общины в Западной Европе. Невзирая на неприязнь духовенства и шляхты, правители Польши продолжали благоволить к польским евреям.

### Ухудшение ситуации в Саксонский период
В период правления королей из династии Веттинов евреи потеряли поддержку правителей. Усиливалось распространение по отношению к евреям взглядов шляхты и мещанства, а религиозная толерантность, столь привычная менталитету предыдущих поколений, уходила в прошлое. В этот период жители Республики начали принимать «стандарты» религиозной ненависти, распространённые в остальной Европе. По этим причинам многие евреи чувствовали себя преданными государством, которое ещё недавно считалось «раем для евреев». В больших городах, таких как Познань и Краков, христианско-еврейские конфликты случались довольно часто. Нападения учеников и студентов на евреев, называвшиеся Schüler-Gelauf, стали обыденностью. Ответственные за поддержание порядка смотрели на это с безразличием.
Немой сейм 1717 года увеличил еврейский налог до 220 тысяч добрых прусских монет. Автономный орган еврейского самоуправления Ваад четырёх земель предпринимал закулисные действия, направленные на парализацию деятельности польского Сейма. Евреи сумели сорвать работу Сейма 1740 года, который собирался в четыре раза увеличить сумму этого налога, выплачиваемого евреями на содержание армии Республики. По свидетельству прусского дипломата Гедеона Бенуа, евреи предпринимали постоянные усилия для срыва Сеймов в 1740-1748 годах.
В 1750 году еврейское население достигло численности в 750 тысяч человек, что составляло 8 % населения Польши. В преддверии разборов, это число приближалось уже к 800 тысячам.
В 1753 году киевский коадъютор Каетан Солтык начал в Житомире судебный процесс против 33 евреев, обвинив их в ритуальном убийстве христианского ребёнка. Обвинённые были подвергнуты пыткам, которые были в Польше одним из стандартных методов ведения следствия до 1776 года. 13 из них были приговорены к мучительной смерти.

### Разделы

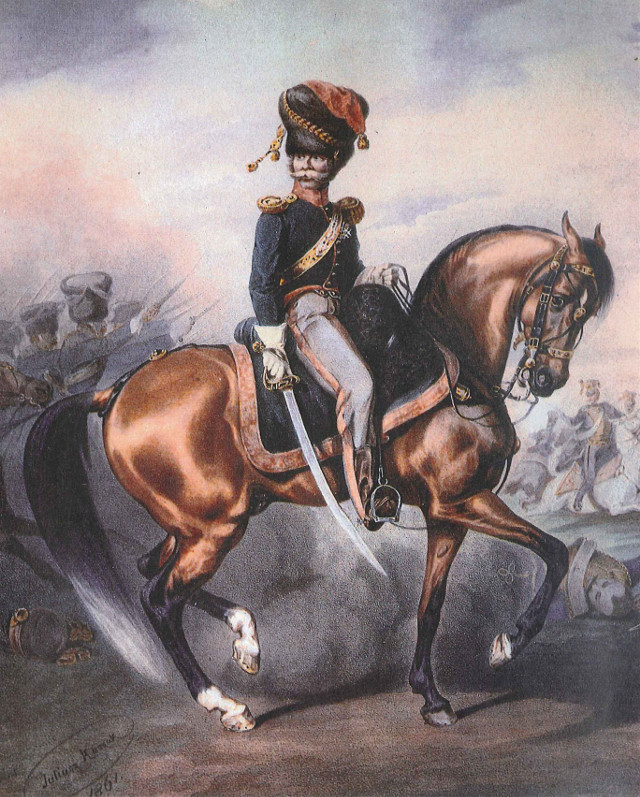
Берек Йоселевич (1764—1809)

В 1772 году, в период правления последнего польского короля Станислава II Августа, состоялся первый раздел Речи Посполитой. В его результате большое число польских евреев попало под власть России и Австрии. В Польше росло понимание необходимости проведения реформ государства. В 1773 году была создана Эдукационная комиссия, первое в мире министерство образования. Один из её членов, канцлер Анджей Иероним Замойский отвечал за принятие правовых гарантий личной неприкосновенности и прав собственности, а также ведал вопросами религиозной терпимости. Однако он выдвинул предложение, чтобы евреи, живущие в городах, были отделены от христиан, а те из них, кто не имеет постоянного дохода, должны быть высланы из страны. Согласно его предложения, даже те евреи, которые занимались сельским хозяйством, не должны иметь частную собственность на землю. Одновременно часть шляхты и интеллектуалов выдвигала предложение о полной эмансипации евреев и полного уравнивания их в правах с другими национальностями Республики.
В 1788—1792 годах Четырёхлетний сейм работал над законодательными актами касающимися положения евреев и в 1792 году им было дано право на личную неприкосновенность. В конце XVIII века 2/3 польских евреев жили в городах, 1/3 занималась торговлей, 1/3 ремесленничеством, менее 1/6 обеспечивали себя с помощью шинкарства и аренды (евреи составляли 80 % сельских арендаторов). В ряде воеводств значительная часть евреев жила в сельской местности, к примеру по переписи 1764 года 60,57 % евреев в Мазовецком воеводстве жили в деревнях. Евреи должны были платить специальный налог за то что их не брали в рекруты в армию, а также получать особое разрешение для заключения брака.
Второй раздел Речи Посполитой в 1793 году показал, что предпринимаемые реформы запоздали. Член Совета Тарговицкой конфедерации ксёндз Михал Сераковкий, в обмен на подарок в несколько тысяч дукатов провёл проект закона, в котором принятые под давлением варшавского мещанства, поддержавшего Конституцию 3 мая, положения об изгнании евреев из Варшавы, признал незаконными.
Евреи принимали участие в вооружённой борьбе против участников разборов. В 1794 году, во время Восстания Костюшко, Берек Йоселевич сформировал еврейский полк лёгкой кавалерии. Когда российская армия под командованием Александра Суворова в 1794 году взяли Прагу, их жертвами в большом числе стали еврейские жители этого варшавского предместья.
В результате третьего раздела, большинство польских евреев попало под власть России.

## Развитие иудаизма
Хорошие условия, существовавшие для евреев в Польше, способствовали их культурному и интеллектуальному развитию и оказали большое влияние на весь иудаизм, особенно его ашкеназское направление. Некоторые еврейские философы считали, что само слово «Польша», произносящиеся по-еврейски как «Полания» или «Полин», является «хорошим символом», так как слово «Полания» можно было разбить на три ивритских слова: по («здесь»), лан («живёт, находится»), ия («Бог»; точнее — начало тетраграмматона יהוה), а слово Полин на два: По («здесь»), лин («отдохни»). Причиной появления этих теорий были лучшие в тот момент в мире условия существования для евреев в Польше. В целом, со времён Сигизмунда I Старого, и вплоть до Холокоста, Польша была центром еврейской религиозной жизни.

### Образование
В Польше было создано огромное количество иешив — высших талмудических школ. Важнейшие из ешив были в Кракове, Люблине, Познани и других населённых пунктах Республики.
Еврейские типографии появились в начале XVI века. В 1530 году Тора на иврите была напечатана в Кракове. К концу XVI века наибольшее количество еврейских публикаций печаталось в Люблине. В основном это была литература на религиозные темы.
Польские раввины, отлично обученные в талмудических школах, стали не только интерпретаторами еврейского права, но и духовными лидерами, учителями, судьями и юристами. Их авторитет позволял им быть руководителями своих общин и давать ответы на наиболее абстрактные вопросы, касающиеся применения правил Галахи — еврейского религиозного закона. Влияние закона на жизнь польских евреев не ограничивалось синагогой, но также включало дом и школу.
В первой половине XVI в Польшу из Чехии пришло изучение талмуда, в основном внедрявшееся школой Якуба Поллака, создателя методики изучения священных текстов, называемой пилпул. Одним из первых сторонников пилпула в Польше был Шалом Шахна (1500—1558), ученик Поллака. Жил и умер в Люблине, в котором также руководил иешивой. Сын Шахны стал после его смерти главным раввином Люблина, а один из учеников, Моше Иссерлес (1520—1572) получил всемирную известность среди евреев, как создатель ашкеназского варианта кодекса Шулхан арух. Его современник Соломон Лурия (1520—1573) из Люблина также заслужил известность, как комментатор права.
Распространение получили горячие дискуссии на религиозную тематику между известными учёными. Вильно, прозванное Северным Иерусалимом, стало одним из крупнейших в мире центров талмудического образования. В этот период набирает популярность Каббала, изучению которой посвящали своё время, среди прочих, Мордехай Яффе и Йоэль Сиркес. Период большого развития был трагически прерван бунтом Зиновия Хмельницкого и шведским потопом.

### Хасидизм и франкизм

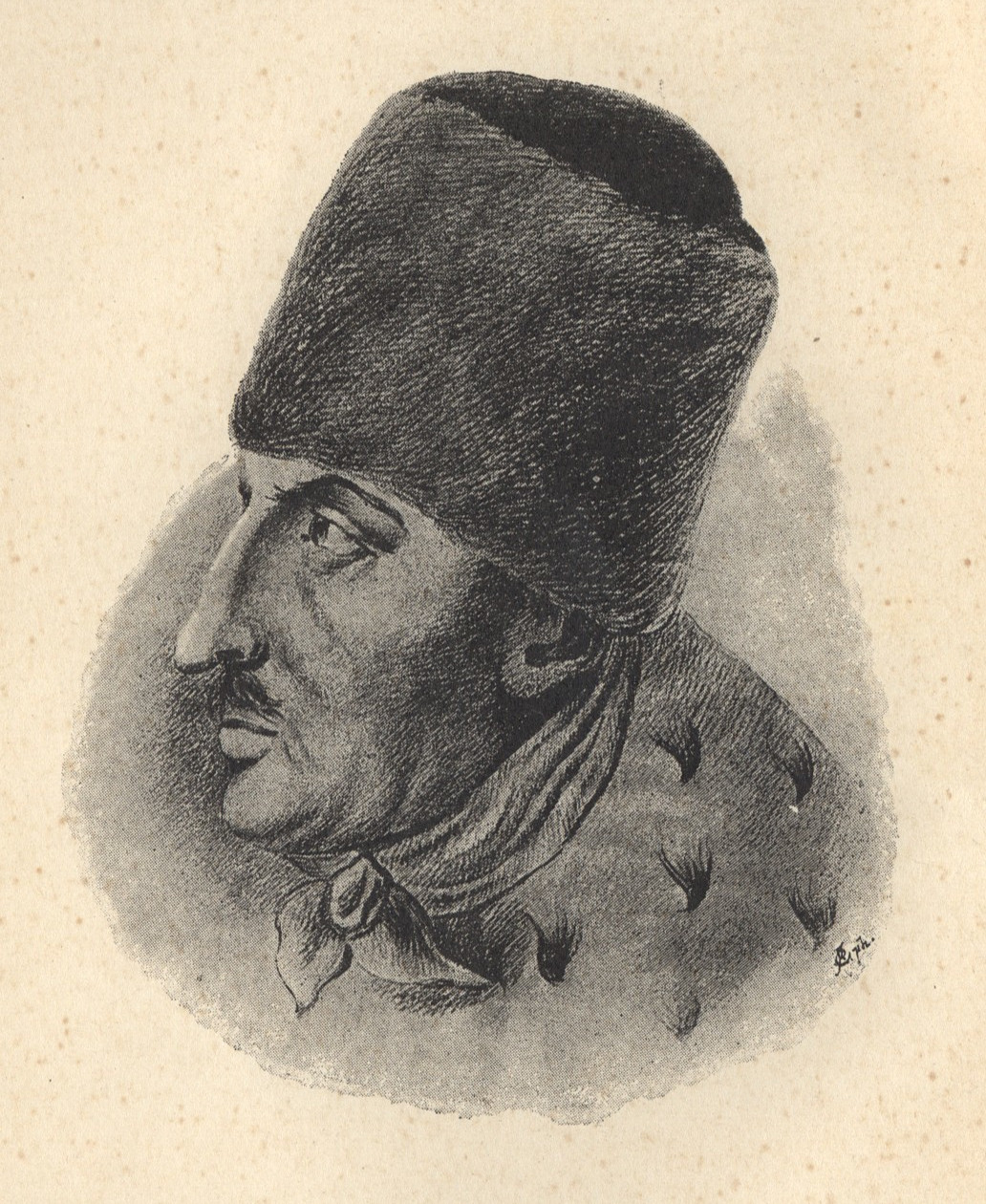
Яков Франк

Упомянутые выше трагические события XVIII века оставили след не только в области экономического положения евреев в Польше, но также и на их духовной жизни. Талмудическое обучение стало доступно только относительно узкому слою населения, которое могло себе это финансово позволить. Среди польских евреев стали появляться всевозможные странствующие «чудотворцы» и лжемессии (самый известный из них, Яков Франк в 1755—1759 годах дал толчок развитию секты франкистов, ставшей частью широко распространённого движения, руководимого Шабтаем Цви).
В эти времена увлечения мистицизмом, в 1740 году, на Волыни Исраэль бен Элиэзер (1698—1760, также называемый Бааль Шем Тов — «Обладатель хорошего имени», сокращёно БеШТ) создал современный хасидизм, привлёкший множество приверженцев как в Речи Посполитой, так и за её пределами. Появление этого движение имело большое значение для ультраортодоксального иудаизма всего мира. Именно в Польше находились дворы известнейших раввинских династий: хасиды из Александрува (Данцигер), Бобовой, Гуры-Кальварии (Гур), Белза, Садгоры и Сасова. В Польше жил также ребе Йосеф Ицхок Шнеерсон (1880—1950), шестой глава хасидского движения Хабад-Любавич, который жил в Варшаве до своей высылки в США в 1940 году.

## 1795—1918

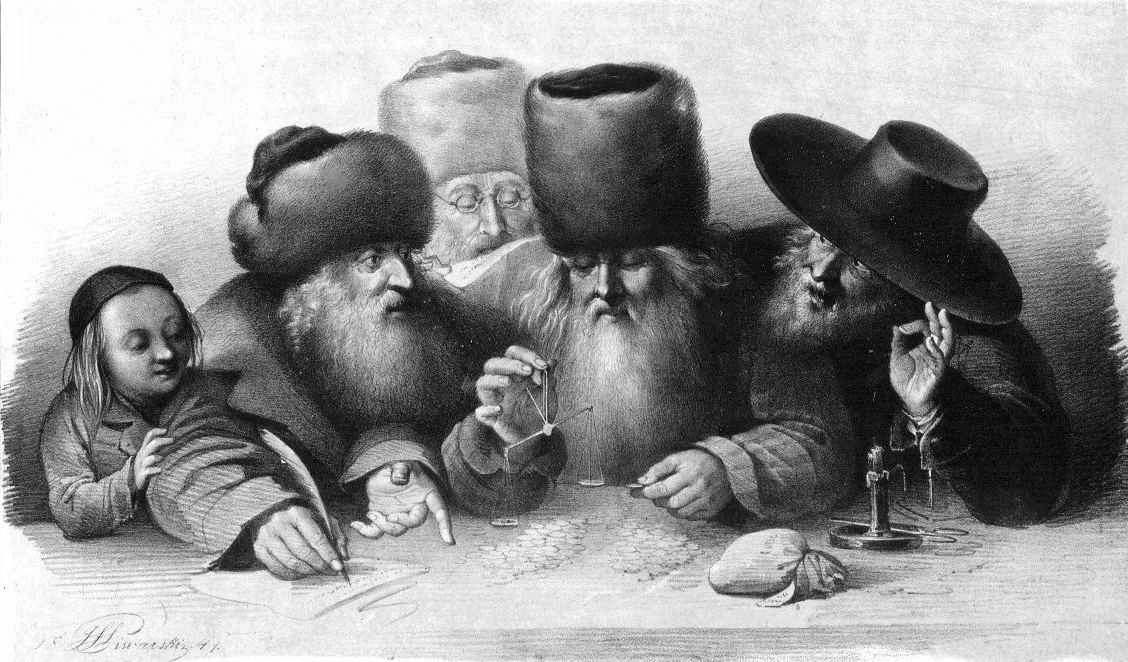
Варшавские еврейские купцы в XIX веке

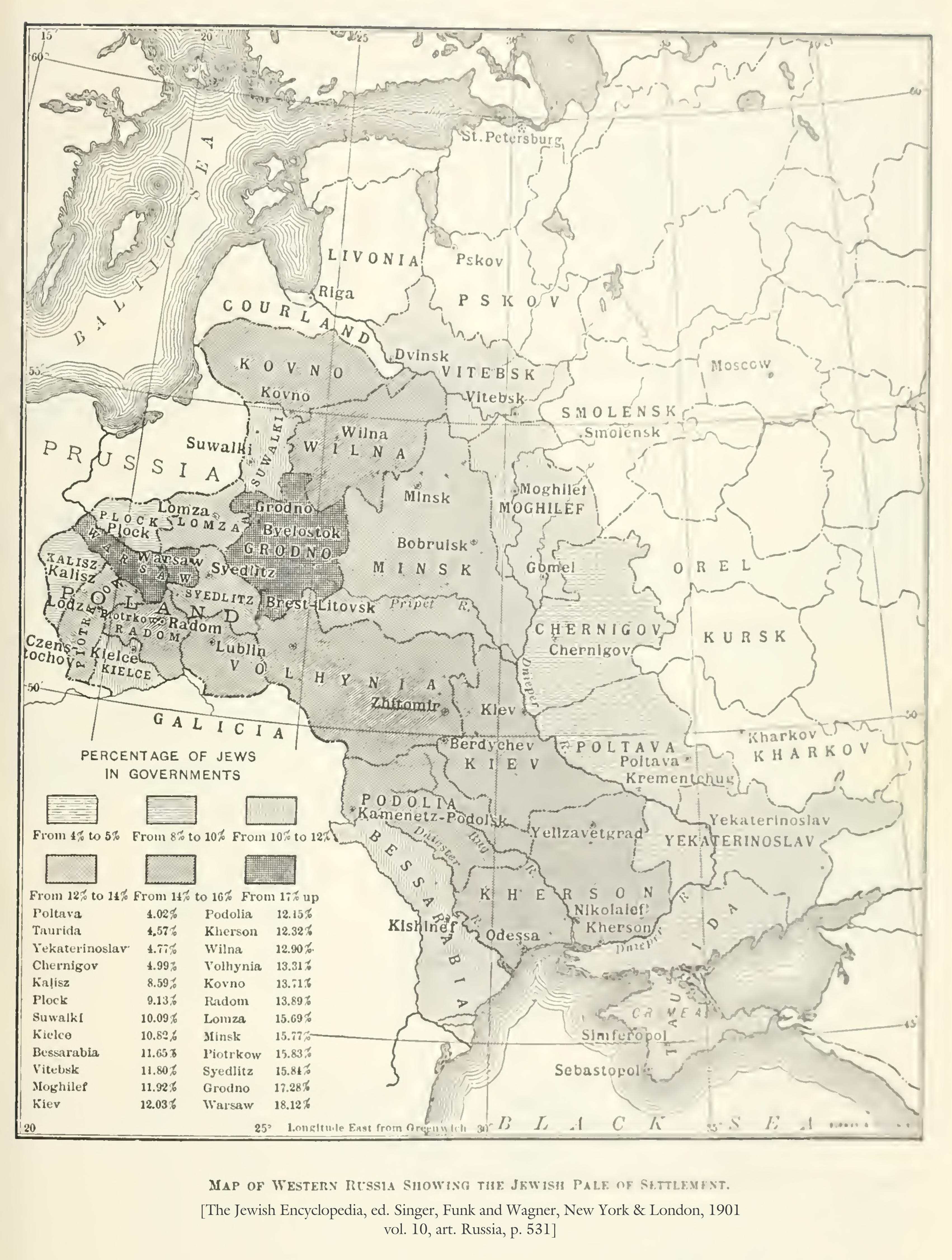
Карта черты оседлости — подавляющее большинство еврейского населения было на землях восточной Польши и Кресов

Власти всех трёх оккупационных держав не были сторонниками сохранения привилегий, которыми обладали польские евреи. После Первого раздела Фридрих Великий и Мария Терезия изгнали всю еврейскую бедноту в Польшу с целью защиты уровня жизни своих новых подданных. Последующие изгнания и переселения имели цель не только уменьшить количественно еврейское население, но и склонить евреев к ассимиляции с местным населением.
В Галиции император Иосиф II отменил кагалы, ввёл среди евреев государственную систему образования и призыв на военную службу. В 1848 году было принято решение о внедрении равноправия евреев, которое во всех его аспектах начало действовать к 1867 году. Правда, евреи и далее дискриминировались введением специальных налогов на религиозные обряды.
В Российской империи, в которую попало наибольшее количество польских евреев, Екатерина II начала внедрение плана, имеющего своей целью ограничить их расселение. В 1782 году евреям было позволено проживать только в городах, а с 1791 года только в районах так называемой Черты оседлости. В дальнейшем территория этой черты была немного увеличена, включая к концу своего существования 25 западных губерний империи. За исключением Крыма и Бессарабии, черта оседлости практически совпадала в 1835 году с бывшими польскими землями в составе империи. В 1802 году император создал специальную комиссию с целью облегчения положения евреев. Этот орган издал в 1804 году список шагов, которые, по его мнению, должны были привести к ассимиляции евреев. К примеру, указывалось на то, чтобы позволить евреям владеть сельскохозяйственными угодьями, разрешить им учиться в школах, но запретить принимать участие в производстве алкогольных напитков и ввести ещё ряд ограничений. Эти предложения никогда не были приняты, но положение евреев в черте начало ухудшаться. В 1820 году было принято положение о кантонистах, внедрённое царём Николаем I, установившее двойную норму призыва в армию для евреев (во время армейской службы имело место их принудительное крещение или подталкивание к крещению). В 1822 году были распущены кагалы. На бывших прусских территориях, переданных России венским конгрессом, кагалы были распущены в 1846 году. Иные ограничения польского периода, такие как Privilegium de non tolerandis Judaeis, оставались в городских уставах до 1862 года. Попытки улучшения положения евреев были непоследовательными и оставались только на бумаге, а евреи и дальше дискриминировались. Положение евреев в России изменялось вместе со сменой царя, по его прихотям — Николай I вводил дискриминационные законы и распоряжения, которые потом были отменены Александром II, принявшим так называемый эмансипационный акт, а затем опять введены Александром III. Евреям был запрещён доступ к высоким уровням воинской и чиновничьей иерархии, запрещено приобретать земли, ограничен доступ евреев к среднему и высшему образованию, а также ограничены некоторые профессии. Ограничения вновь были ослаблены после Революции 1905 года.
В Пруссии Фридрих II дал ограниченную защиту для богатых евреев некоторых профессий. В 1812 году эти привилегии были отменены одновременно с принятием законов о равенстве граждан.
В Варшавском княжестве конституция дала евреям те же права, что и другим гражданам. Однако королевские декреты лишили евреев избирательного права на срок в 10 лет, под предлогом культурных отличий и обычаев евреев, а также слабой ассимиляции в обществе. Евреи также были лишены права покупать земельные участки и недвижимость; в некоторых городах существовали районы, в которых было запрещено поселение евреев. В действительности эти ограничения касались только еврейской бедноты, в то время, как богатые евреи не имели проблем с приобретением жилья в заселённых христианами частях городов. Кроме того, евреи были выведены из-под действия декрета 1807 года о личных свободах, который должен был стать основой введения подданства.
Во время войны с Россией Наполеона Бонапарта в 1812 году хасиды поддерживали российскую сторону. Под влиянием хасидов и их лидера Шнеура-Залмана из Ляд в январе 1812 года евреи Варшавского княжества добивались освобождения их от военной службы в обмен на уплату 70 000 польских злотых. Во главе российской шпионской сети в княжестве стоял Исроэль Хопштайн (Козеницкий магид).
В Царстве Польском в 1827 году евреи составляли 9,1 % населения. 67,7 % евреев жили в городах и местечках, занимаясь в основном торговлей и лёгкими ремёслами, 32,3 % жили в деревнях, занимаясь там ремеслом и держанием корчм и мельниц, арендованных у шляхты. Евреи были лишены политических прав, не принимались на военную службу, облагались специальными налогами.
Проводимые на польских землях реформы постепенно ограничивали независимость кагалов, в результате чего впервые в европейской истории евреи стали в полной мере гражданами стран, в которых они жили. Если в Польском государстве они платили общие налоги в государственную казну, то в разделивших Польшу странах они стали обычными личными налогоплательщиками. Эффектом этого стало в итоге включение евреев в списки граждан. В России и Австрии с 1791 года, а в Пруссии с 1797 года был начат процесс регистрации евреев и записывания им фамилий. В Австрии и Пруссии фамилии давали рядовые чиновники, по своим вкусам, что привело к появлению семейств Апфельбаумов, Розенблюмов, Вейнгартенов, Гольдфарбов, Зильберштейнов и т. д. Иная ситуация была в России, где популярностью пользовались фамилии, создаваемые от названий места жительства или от рода шляхтича, на землях которого евреи жили. Таким образом появились фамилии типа Варшауер, Варшавский, Познер, Минскер, а также от польских родов Потоцкий, Вишневецкий, Чарторыйский.

### Демографический взрыв

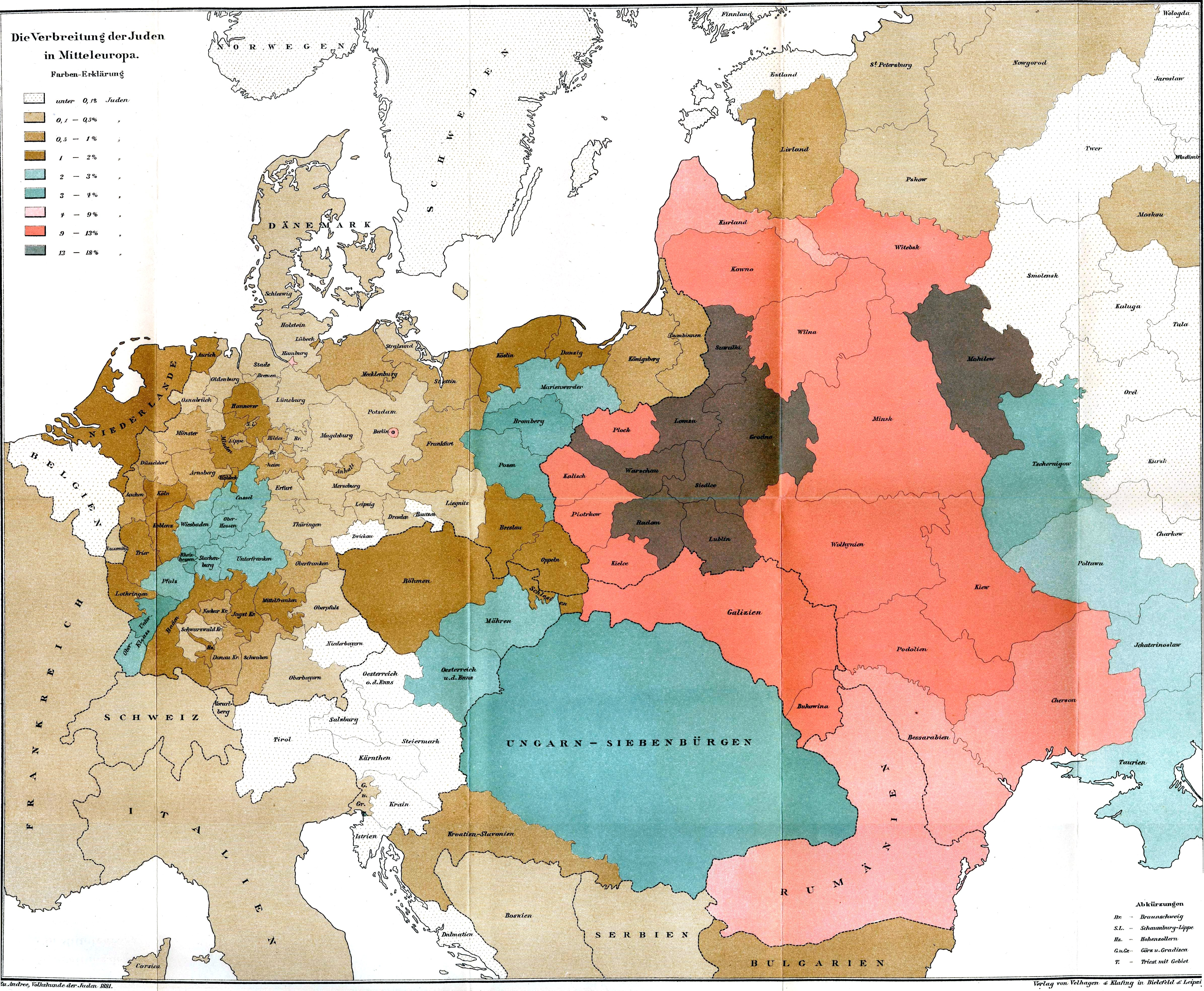
Процент еврейских жителей на польских землях в 1881 г.

Еврейской общине был свойственен очень высокий уровень естественного прироста, что способствовало её обнищанию. Между 1800 и 1880 годами численность общины в черте оседлости выросла на 500 %, до 4 миллионов человек. Подобной ситуация была также и в Галиции, где крайняя бедность была свойственна большей части еврейского населения. В XIX веке на польских землях жили 4/5 всех евреев мира. Как один из эффектов ликвидации кагалов, увеличилась мобильность еврейского населения. Многие евреи переезжали через границу в Галицию, где не существовали ограничения на приобретение ими земельных угодий. Параллельно усиливалась эмиграция в страны Западной Европы, Палестину и в США. Нет точных и правдивых данных о количестве уехавших евреев, но явно многие из них покинули польские земли.
Из данных, составленных на основании переписи населения 1931 года, выходит, что в Польше жило крестьянским трудом 135 тысяч евреев. Более 98 тысяч из этой группы было указано как потомственные крестьяне, что составило 75 % этой группы. Большая часть еврейских крестьянских наделов в Галиции берут своё начало в первой половине XIX века. Эти земли были под австрийским владычеством, где права еврейского населения, в том числе и право на владение сельскохозяйственной землёй, были решены более равноправно, чем где либо.

### Евреи и польский вопрос

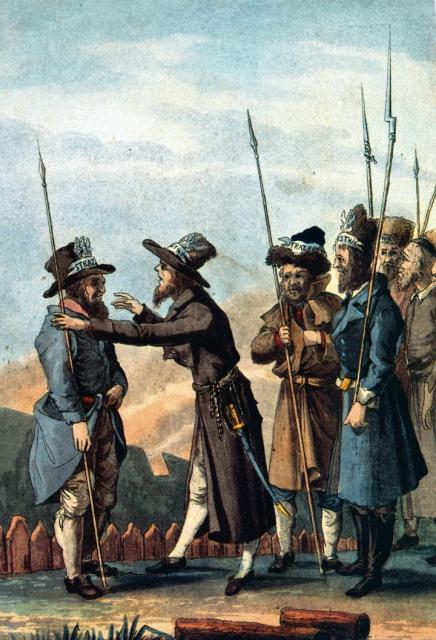
Еврейская стража самообороны в 1831 году

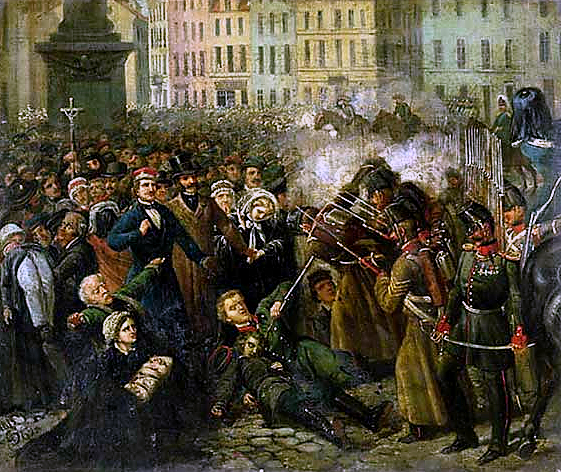
Михал Ланда погибает от русских пуль на Замковой площади в Варшаве во время расстрела патриотической манифестации 8 апреля 1861 года

В 1831 году, во время Ноябрьского восстания, в обороне Варшавы от российской армии участвовала и еврейская городская гвардия. Она в основном состояла из ортодоксальных евреев, которым было разрешено не брить бород даже при ношении формы.
Сын Берека Йоселевича, Юзеф Беркович, продолжая традицию своего отца, организовал, совместно с сыном Леоном, отряд еврейской повстанческой кавалерии.
В 1860—1863 годах евреи принимали участие в патриотических манифестациях и в конспирации, которая предшествовала Январскому восстанию. Широко известна деятельность верховного раввина Дова Бера Мейсельса, поддержавшего поляков в освободительной борьбе, за что он потом преследовался царскими властями. 27 февраля 1861, во время похорон пяти погибших, он заявил Анджею Замойскому: И мы чувствуем себя поляками, и мы польскую землю любим, также как пан.
Символом аккультурации еврейского общества в Царстве Польском стала фигура Михала Ланды, который погиб, неся крест во время патриотической манифестации на Замковой площади в Варшаве 8 апреля 1861 года, кроваво подавленной российскими войсками.
Богатые финансисты и еврейские купцы стали на стороны Партии белых, деятельность которых финансировал Леопольд Станислав Кроненберг. Это привело к тому, что евреи не сразу перешли на сторону январских повстанцев в 1863 году, и даже во многих местах поддались на русскую провокацию и вместе с местными крестьянами принимали участие в нападениях на шляхетские усадьбы.
Поскольку манифест 22 января 1863 года, изданный повстанческими властями, гласил: Центральный национальный комитет провозглашает всех сынов Польши, без различия веры, рода, происхождения и состояния, вольными и равными гражданами страны, то для значительной части польских евреев этот акт стал выражением добрых отношений со стороны поляков, что сильно изменило их отношение к восстанию.

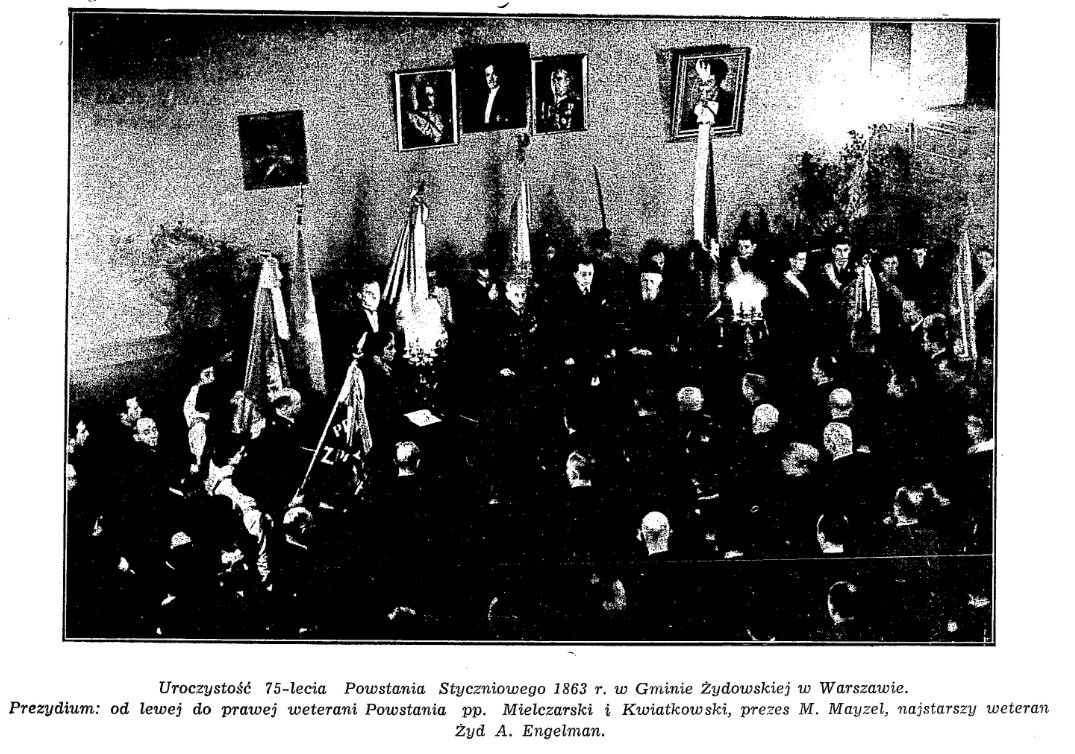
Торжества 75 годовщины январского восстания в еврейской общине Варшавы с участием живых ветеранов — евреев

С самого начала восстания еврейские купцы и поставщики начали поставлять повстанческим отрядам оружие, амуницию и провиант. Именно евреи привезли из Бельгии штуцеры, которые стали основным огнестрельным оружием польских подразделений.
После присоединения белых к восстанию многие евреи влились в ряды повстанцев. Они исполняли многие специфические задания, в том числе много евреев было среди исполнителей приговоров трибуналов, исполнявших приговоры к смертной казни. Зачастую эти евреи вешали своих же соплеменников, которые служили российским властям. Значимым фактов является то, что только малая часть евреев осталась в стороне от войны и платила специальный налог, введённый Национальным правительством.
Юзеф Пилсудский издал в мае 1893 года от имени ППС воззвание, обращённое к товарищам-еврейским социалистам на польских землях Российской империи, в котором обвинил евреев Литвы в поддержке русификации под предлогом присоединения к сокровищам русской культуры, что отталкивало польский и литовский пролетариат от социалистических партий, которые рассматривались как сторонники русификации.
Правительствующий сенат издал поправки к закону о выборах к выборам в IV Думу в 1912 году, в соответствии с которыми евреи получили в Варшаве большинство допущенных к голосованию. Из избранных 83 электоров евреи составляли 46, хотя еврейское население города составляло только 37 %.

## Вторая мировая война (1939–45)

### Вторжение Германии в Польшу (сентябрь 1939)

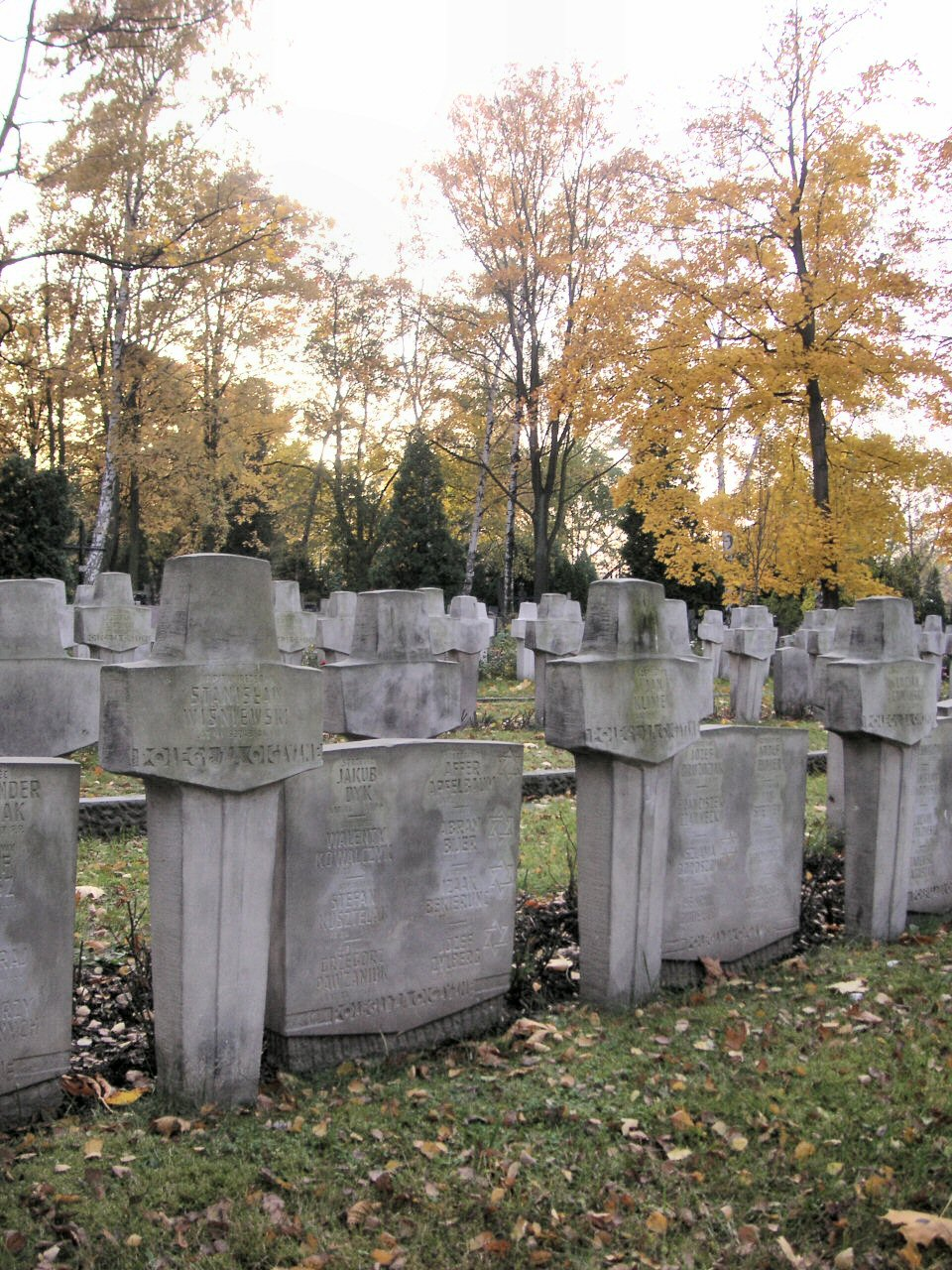
Могилы польских солдат еврейской национальности, погибших в сентябре 1939 года, Повонзковское кладбище

Еврейское население Польши на 1 сентября 1939 года составляло примерно  3,474 млн человек, около 130 тыс. из них, включая Боруха Штейнберга, верховного раввина польской армии, к моменту начала Второй мировой войны служили в Вооружённых силах Польши и одними из первых вступили в сражении с вторгшейся германской армией. Во время боевых действий погибло около 20 тыс. гражданских лиц и 32 216 военных еврейской национальности и 61 тыс. попали в плен, большинство из них погибли. Солдаты и неаттестованные офицеры, освобождённые из плена, оказались в основном в еврейских гетто и трудовых лагерях, разделив судьбу гражданского населения во время Холокоста.
В 1939 году евреи составляли 30% населения Варшавы. С началом войны еврейское и польское население Варшавы вместе участвовали в обороне города. В дальнейшем польские евреи служили во всех польских формированиях Второй мировой войны, многие погибли, многие были награждены воинскими наградами. Евреи сражались польских вооружённых силах на Западе, в сформированном в СССР Народном войске польском и некоторых нелегальных организациях польского сопротивления и еврейских партизанских сил.

### Западная Украина и Белоруссия (1939—1941)

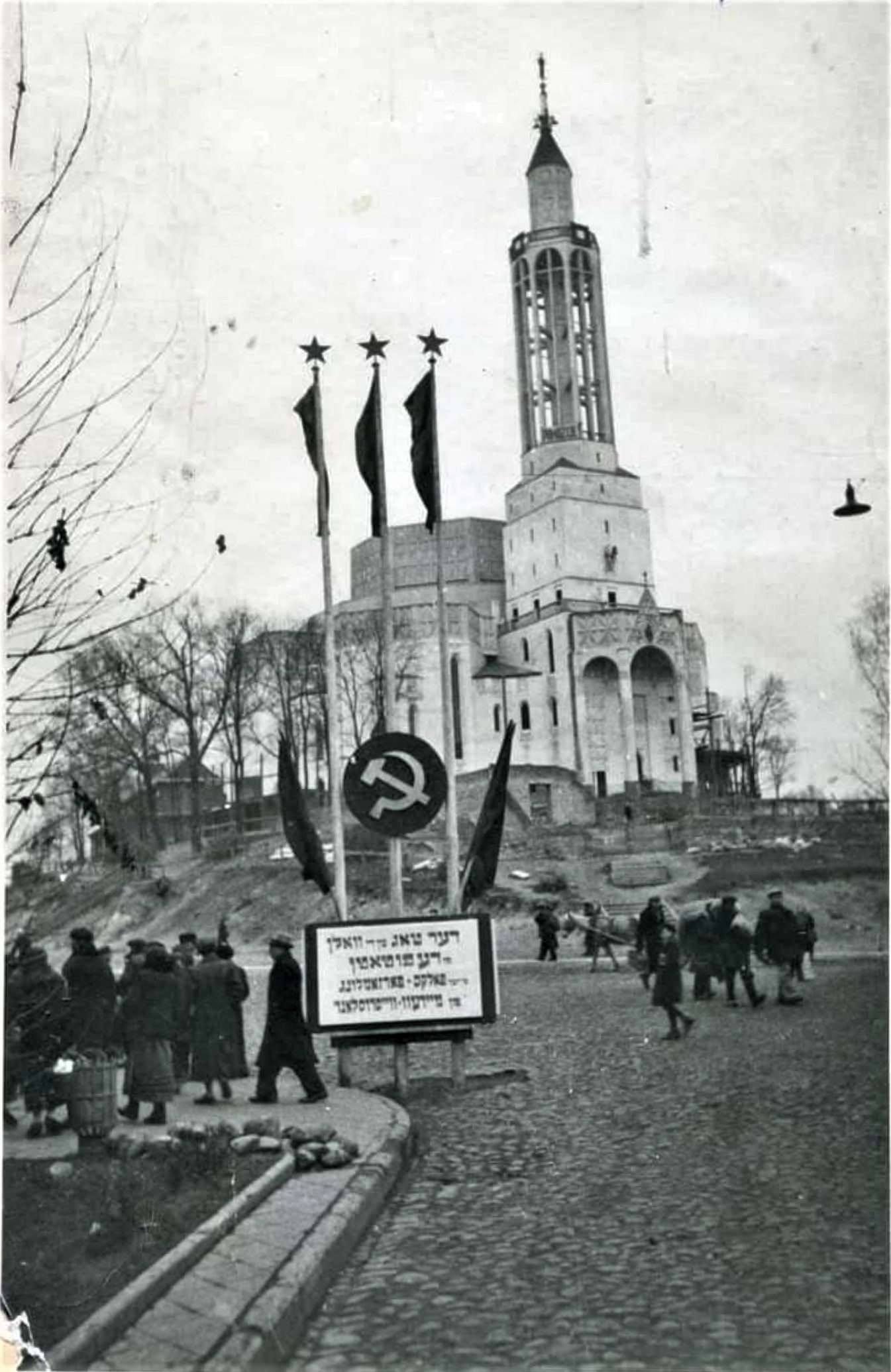
День выборов в Народное Собрание Западной Белоруссии, Белосток, 1939

17 сентября 1939 года СССР в соответствии с протоколом Молотова-Риббентропа ввёл свои войска в Западную Украину и Белоруссию, аннексированные Польшей в результате советско-польской войны 1920—21 годов, заняв 38,8 % довоенной польской территории. 61,2 % довоенной польской территории оказались под германской оккупацией. Из-за значительной миграции еврейского населения с запада на восток, процент еврейского населения на территории, занятой СССР, был значительно выше, чем в целом по территории бывшей Польши.
Евреи, находившиеся на занятой СССР территории, не имели информации о судьбе соотечественников, оказавшихся под немецкой оккупацией, многие подавали заявления на возвращение в западную Польшу, включая состоятельных евреев и политических активистов межвоенного периода. В этот период в бывшей Восточной Польше проводились репрессии против служащих польской армии и полиции. В число осуждённых попало некоторое число евреев.
В соответствии с концепцией социалистического государства на территории Западной Белоруссии и Западной Украины были национализированы частные предприятия и были ограничены политические свободы в части критики социалистического строя. В частности, сионизм как контрреволюционное движение был объявлен вне закона. Были ограничены права религиозных организаций, в том числе иудаистских. Церкви и синагоги не были закрыты, но обложены значительными налогами. Хождение польского злотого было запрещено, расчётной валютой стал рубль. Еврейские сообщества, главным занятием которых была торговля и мелкое предпринимательство, серьёзно пострадали от национализации.
Многие этнические поляки были уволены из правительственных и государственных органов, в то же время эти места часто занимали молодые члены коммунистической партии еврейского происхождения.
Этнические поляки в основном были настроены антисоветски, в то же время часть евреев вместе с белорусами и украинцами приветствовали ввод советских войск, считая, что они обеспечат безопасность населения. Общим настроением среди евреев восточной Польши было чувство облегчения от того, что благодаря вводу советских войск эти территории избежали нацистской оккупации. Польский поэт еврейского происхождения и бывший коммунист Александр Ват заметил, что евреи были более склонны к сотрудничеству с советской администрацией. Ссылаясь на известного участника польского сопротивления Яна Карского, британский историк Норман Дэвис писал, что среди информаторов советских спецслужб процент евреев был чрезвычайно высок. По оценке польского премьер-министра в изгнании генерала Сикорского, 30 % польских евреев сочувствовали советским властям и участвовали в составлении списков «классовых врагов». Следует заметить, что эти взгляды не являются общепризнанными среди исследователей. Некоторые историки отмечают, что уровень сотрудничества евреев с советскими властями мог быть ниже, чем принято считать. Историк Мартин Дин пишет, что лишь «немногие местные евреи занимали руководящие должности при советской власти».
Таким образом, тема сотрудничества евреев с советской администрацией остаётся спорной. Отмечается, что многие евреи, хотя и не поддерживали коммунистов, видели в Советской власти меньшую угрозу по сравнению с немецкими нацистами. Подчёркивается, что многочисленные рассказы о евреях, приветствующих на улицах ввод советских войск в восточную Польшу, не являются надёжными показателями уровня еврейской поддержки Советской власти. Кроме того, было отмечено, что некоторые этнические поляки, как и евреи, занимали высокие гражданские и полицейские должности в советской администрации, и что евреи, включая бывших военнослужащих польской армии, в равной степени подвергались репрессиям. Какой бы первоначальный энтузиазм по поводу Советской власти ни испытывали евреи, вскоре возникло некоторое разочарование, когда началось подавление традиционного еврейского образа жизни. Напряжённость между этническими поляками и евреями в этот период, по мнению некоторых историков, сказывались на отношениях между поляками и евреями на протяжении всей войны, до сих пор являются источником серьёзных антисемитских настроений в современной Польше.
Ряд молодых евреев, особенно члены промарксистского Бунда и некоторых сионистские групп, симпатизировали коммунизму и Советской России. В результате после 1939 года они широко участвовали в работе советской администрации в Восточной Польше, а также занимали высокие должности в промышленности, школах, местных органах власти, полиции и других учреждениях, созданных Советским Союзом. В советский период укрепилась концепция «иудео-коммунизма» (см. Жидокоммуна).

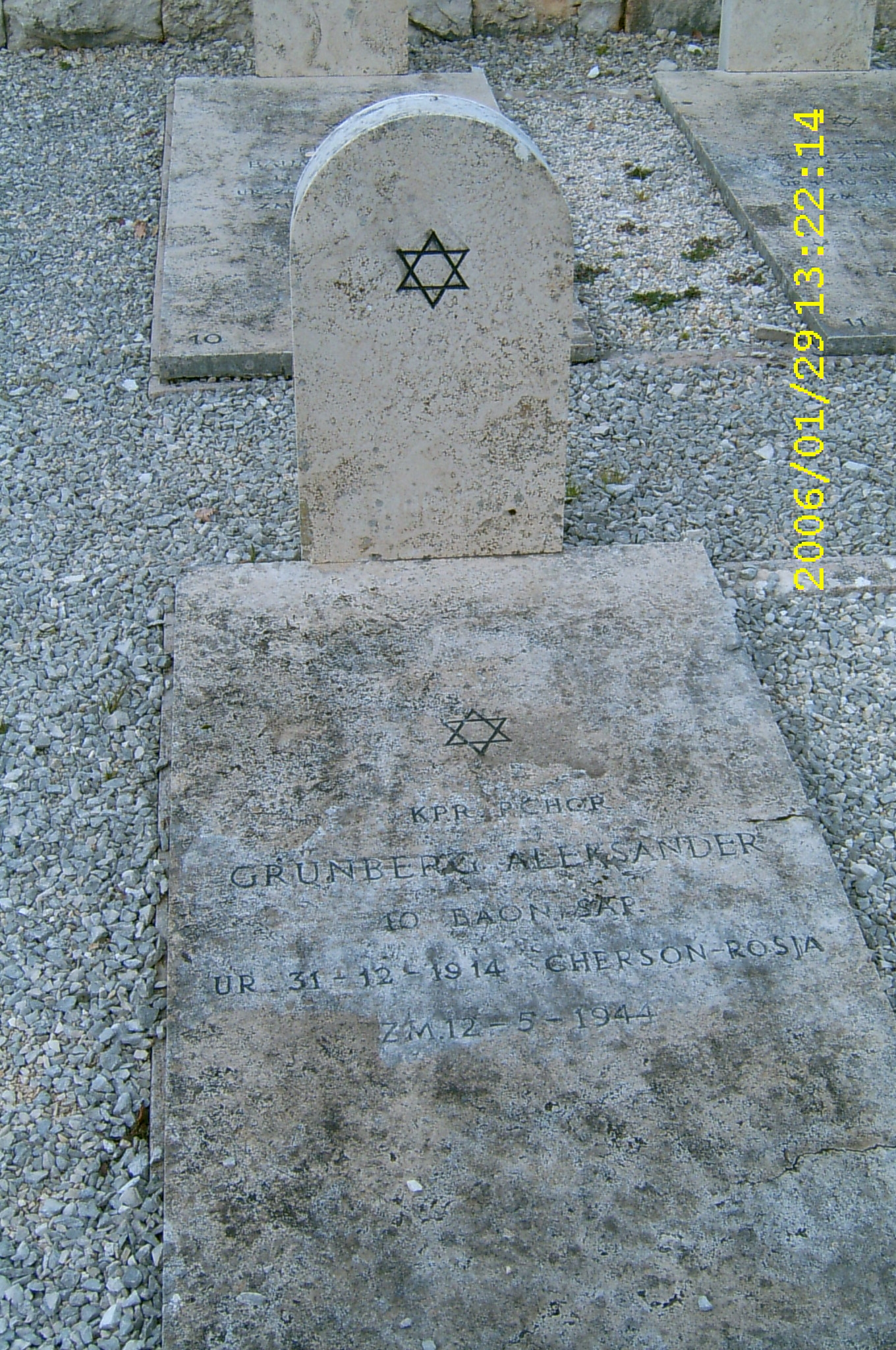
Могила еврейско-польского солдата в Монте-Кассино, Италия

С 1939 по 1941 год от 100 до 300 тыс. польских евреев были депортированы из бывшей восточной Польши в Советский Союз. Некоторые из них, особенно польские коммунисты (например, Якуб Берман), переехали добровольно. Около 6000 польских евреев покинули Советский Союз в 1942 году с армией Андерса, в том числе будущий премьер-министр Израиля Менахем Бегин. Во время пребывания II корпуса польской армии под британским мандатом в Палестине 67 % (2972) еврейских солдат дезертировали, чтобы поселиться в Палестине, и многие присоединились к еврейской подпольной организации Иргун. Генерал Андерс решил не преследовать дезертиров и подчеркнул храбрость солдат-евреев, воевавших в составе корпуса. На кладбище польских солдат, погибших во время битвы при Монте-Кассино, есть надгробия со звездой Давида. Некоторое количество еврейских солдат погибло и при освобождении Болоньи.

### Холокост

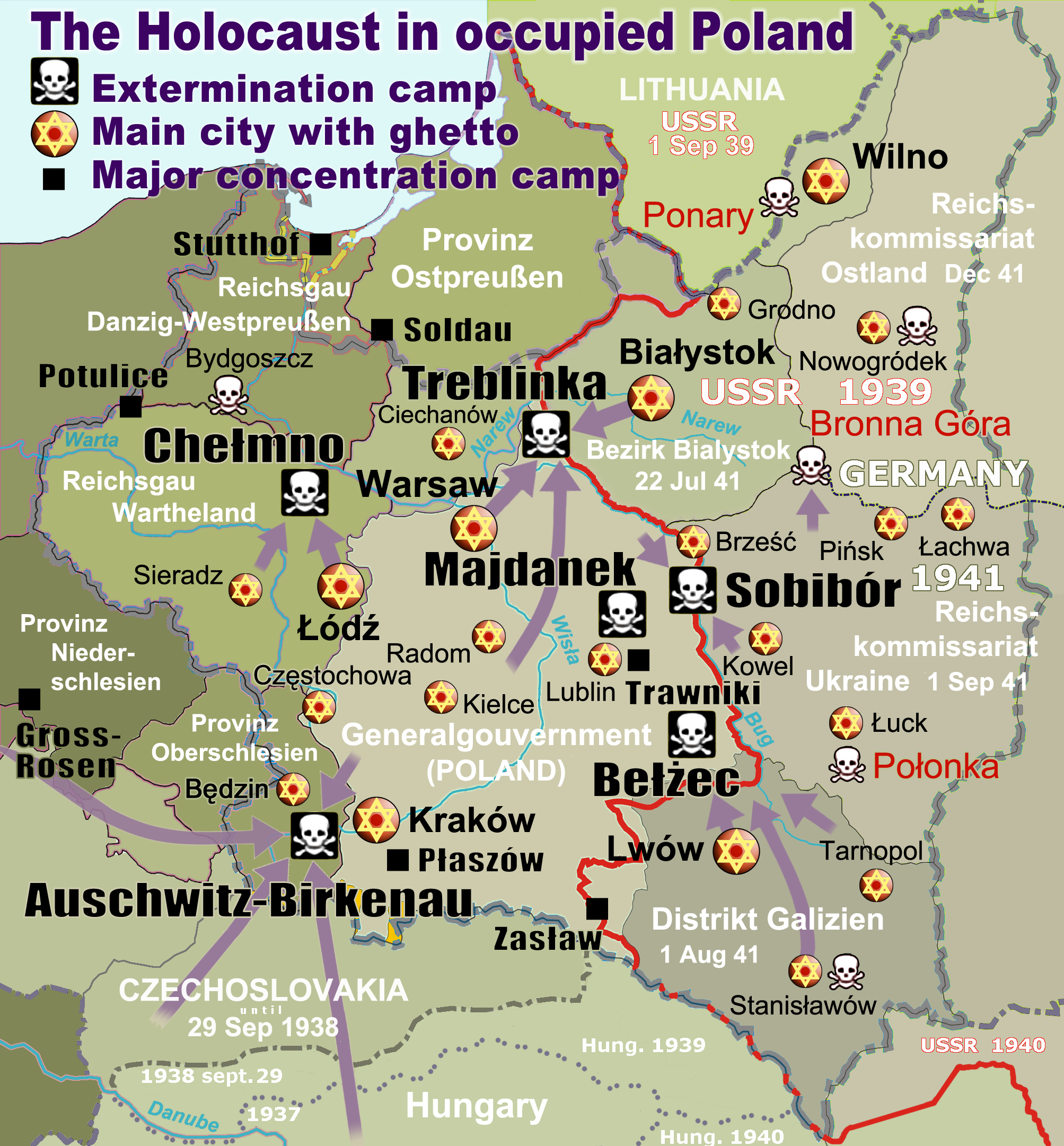
Карта холокоста в Польше

Самые большие жертвы еврейская община Польши понесла в результате Холокоста. Во время немецкой оккупации погибло около шести миллионов польских граждан, половина из которых были евреями. Массовые убийства евреев происходили в немецких лагерях смерти в Освенциме, Треблинке, Майданеке, Белжеце, Собиборе и Хелмно, большое количество евреев умерло от голода в гетто. Из 3,3 млн евреев, проживавших в Польше на начало войны, погибли около 3 млн.
В Польше была реализована немецкая программа уничтожения евреев, получившая название «Окончательное решение», поскольку именно здесь проживало большинство евреев Европы (за исключением евреев Советского Союза).
В 1939 г. оккупационными властями были взорваны или сожжены несколько сотен синагог. Во многих случаях немцы превращали синагоги в фабрики, увеселительные заведения, бассейны или тюрьмы. К концу войны почти все синагоги в Польше были разрушены. Раввинов заставляли танцевать и петь на публике со сбритыми бородами. Некоторые раввины были сожжены или повешены.

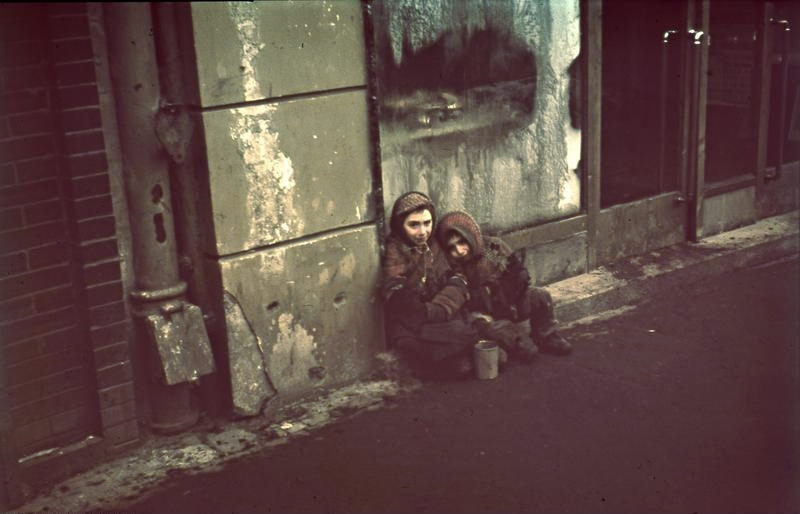
Голодающие еврейские дети, Варшавское гетто

Все евреи на оккупированных территориях регистрировались, в их удостоверениях личности ставили штамп «Jude». Были введены и жестоко соблюдались многочисленные ограничения и запреты в отношении евреев. Например, евреям запрещалось ходить по тротуарам, пользоваться общественным транспортом, посещать места отдыха, спортивные арены, театры, музеи и библиотеки. На улице евреям приходилось приподнимать шляпу, чтобы пройти мимо немцев. К концу 1941 года все евреи в оккупированной немцами Польше, кроме детей, должны были носить опознавательный знак с синей звездой Давида. Немецкая армия и полиция регулярно устраивали представления, направленные на публичное унижение раввинов. Германские власти, разочарованные тем, что поляки не были склонны сотрудничать с оккупантами не предпринимали серьёзных попыток создать коллаборационистское правительство в Польше, тем не менее, немецкие таблоиды, печатаемые на польском языке, регулярно публиковали антисемитские статьи.
С началом операции «Барбаросса» многие евреи на территории тогдашней Восточной Польши стали жертвами нацистских айнзацгрупп. Пик массовых убийств пришёлся на 1941 год. Некоторые из этих массовых убийств, вдохновленных Германией, были совершены с помощью или при активном участии самих поляков: например, погром в Едвабне, в ходе которого от 300 (окончательные выводы Института национальной памяти) до 1600 евреев (Ян Гросс) были замучены и забиты до смерти представителями местного населения. Полная степень участия Польши в массовых убийствах польской еврейской общины остается спорным вопросом, отчасти из-за отказа еврейских лидеров разрешить эксгумацию останков еврейских жертв и должным образом установить причину их смерти. Польский институт национальной памяти выявил еще двадцать два города, в которых произошли погромы, подобные Едвабне. Причины этих массовых убийств до сих пор обсуждаются, но они включают в себя антисемитизм, убежденность в предполагаемом сотрудничестве с советскими захватчиками в польско-советской войне и во время вторжения 1939 года в районы Креси, жадность к имуществу евреев и конечно принуждение нацистов к участию в подобных массовых убийствах.
Некоторые еврейские историки писали о враждебном отношении некоторых поляков к преследуемым евреям во время Холокоста. В то время как католическое духовенство рисковало жизнями, чтобы помочь евреям, их усилия иногда наталкивались на антисемитские настроения церковных иерархов. Антиеврейские настроения существовали и в лондонском польском правительстве в изгнании, хотя 18 декабря 1942 года президент в изгнании Владислав Рачкевич написал драматическое письмо Папе Пию XII, умоляя его публично защитить как поляков, так и евреев. Несмотря на введение смертной казни для лиц, помогавшим евреям, и их семей, количество польских Праведников народов мира свидетельствует о том, что поляки были готовы пойти на риск ради спасения людей.
Взгляды переживших Холокост на поведение поляков во время войны варьируются в зависимости от их личного опыта. Некоторые были очень негативными, основанными на взгляде на поляков-христиан как на пассивных свидетелей, которые не помогали евреям, преследуемым нацистами. Поляки, которые также были жертвами нацистских преступлений, часто боялись за свою жизнь и жизни своей семьи, и этот страх мешал многим из них оказывать помощь и содействие, даже если некоторые из них испытывали сочувствие к евреям. Эмануэль Рингельблюм, польско-еврейский историк Варшавского гетто, критически писал о безразличной, а иногда и радостной реакции Варшавы на уничтожение польских евреев в гетто. Однако Гуннар Паулссон заявил, что жителям Варшавы удалось скрыть такой же процент евреев, как и жителям городов в странах Западной Европы. Исследование Паулссона показывает, что в Варшаве число поляков, помогавших евреям, намного превосходило число тех, кто сдавал своих соседей-евреев нацистам. Во время нацистской оккупации Варшавы 70–90 тыс. поляков помогали евреям, а 3–4 тыс. были шмальцовниками (шантажистами), которые сотрудничали с нацистами в преследовании евреев.

## Еврейское население Польши 1921—2010
| Год  | Еврейское население | Доля в общем населении |
| ---- | ------------------- | ---------------------- |
| 1921 | 2 845 000           | 14,2 %                 |
| 1939 | 3 250 000           | 9,14 %                 |
| 1945 | 100 000             | 0,43 %                 |
| 1946 | 230 000             | 0,97 %                 |
| 1951 | 70 000              | 0,28 %                 |
| 1960 | 31 000              | 0,10 %                 |
| 1970 | 9000                | 0,03 %                 |
| 1980 | 5000                | 0,01 %                 |
| 1990 | 3800                | 0,01 %                 |
| 2000 | 3500                | <0,01 %                |
| 2010 | 3200                | <0,01 %                |

Многие источники дают другие данные по количеству евреев в современной Польше. Согласно польской переписи населения 2021 года, о своей еврейской национальности заявили 17156 граждан Польши, согласно польской переписи населения 2011 года, о своей еврейской национальности заявили 7353 граждан Польши, в то время как по переписи 2001 года — 1055. Вероятно, число граждан с еврейскими корнями, которые предпочитают не афишировать своё происхождение, значительно больше. Согласно данным Центра Мозеса Шорра, в Польше около 100 тыс. евреев, которые не практикуют иудаизм и не указывают свою еврейскую национальность. По данным организации «Еврейское обновление в Польше» (The Jewish Renewal in Poland), в стране имеется около 200 тыс. «потенциальных евреев». По оценкам еврейских организации «Джойнт» и «Еврейского агентства», число евреев в Польше составляет от 25 000 до 100 000, похожие оценки даёт Джонатан Орнштейн, глава Центра еврейского сообщества в Кракове (от 20 000 до 100,000).